# Alfred Landé

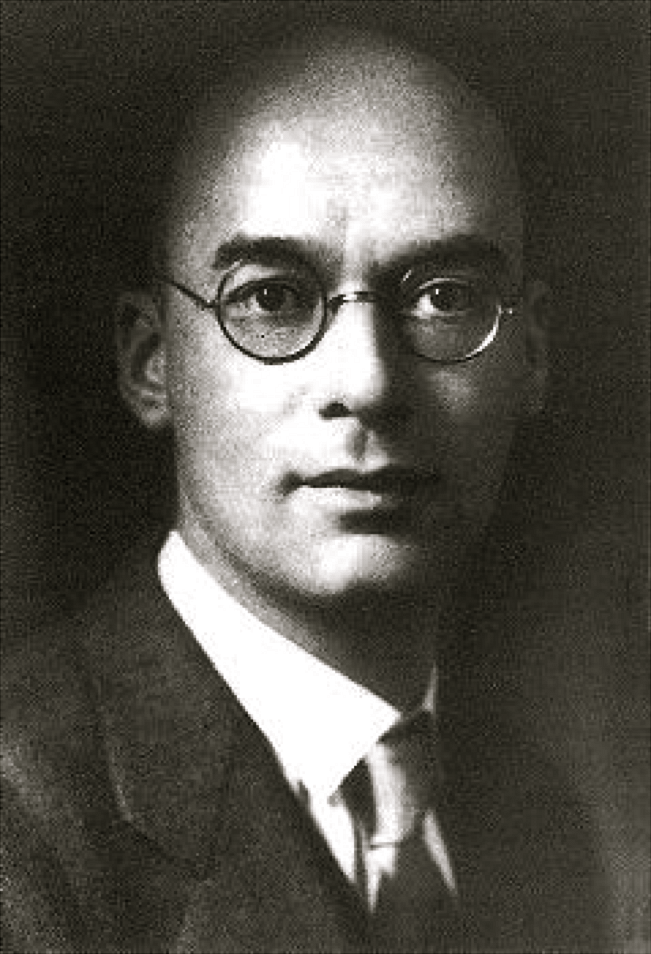
Alfred Landé in den USA (1940)

Alfred Landé (* 13. Dezember 1888 in Elberfeld (heute ein Stadtteil von Wuppertal); † 30. Oktober 1976 in Columbus, Ohio, USA) war ein deutscher Physiker. Er arbeitete u. a. auf dem Gebiet der Quantenphysik und Spektroskopie und beschrieb 1921 den nach ihm benannten Landé-Faktor. Außerdem ist die Born-Landé-Gleichung zur Hälfte nach ihm benannt.

## Leben und Werk

### Jugend, Familie und Ausbildung
Landé stammte aus einem liberalen, aufgeschlossen bürgerlichen und vom Sozialismus geprägten Elternhaus jüdischer Herkunft, das sich bevorzugt für Literatur, Wissenschaft und Politik interessierte. Sein Vater nahm sich neben seiner Arbeit die Zeit, bei den Hausaufgaben zu helfen und mit den Kindern Bücher zu lesen. Jedes Familienmitglied beherrschte ein Instrument.
Seine jüngere Schwester Charlotte (1890–1977) nahm nach ihrem Abitur als Externe am Realgymnasium Remscheid im Sommersemester 1909 ihr Studium der Humanmedizin auf. Sein jüngerer Bruder Franz (1893–1942) studierte zunächst Jura und Nationalökonomie. In Berlin besuchte er zusätzlich musiktheoretische Kurse und entschied sich schließlich beruflich für die Musik. Die jüngste Schwester Eva (1901–1977) machte ihr Abitur ebenfalls als Externe an der Odenwaldschule und wurde Lehrerin, zunächst an der reformpädagogischen Neuen Schule Hellerau in Dresden-Hellerau, später an einer Volksschule in Chemnitz. Seit 1933 lebte sie mit ihrer Familie im Exil.
Sein Vater Hugo (1859–1936) war Regierungspräsident in Düsseldorf, SPD-Fraktionsführer im Elberfelder Stadtrat, Rechtsanwalt und Justizrat. Seine Mutter Thekla (1864–1932) wurde im Jahre 1919 Stadtverordnete. Als eine der ersten weiblichen Abgeordneten im Rheinland fokussierte sie auf das Wohlfahrtswesen sowie die Bildung von Mädchen und Frauen. Ab dem Alter von fünf Jahren erhielt Alfred Klavierunterricht, seine Ausbildung in Musiktheorie und Komposition hielt bis zum 18. Lebensjahr an. Während seiner Schulzeit interessierte er sich zunächst besonders für Kosmologie, dann für Kristalle und Mineralien, schließlich für Chemie und später für Elektrizitätslehre. Im Gymnasium erwies er sich in Mathematik und Physik seinen Mitschülern als deutlich überlegen, seine Lehrer betrachteten ihn als Wunderkind.
Dem Faible für Naturwissenschaften gab er schließlich den Vorzug. 1908 nahm er sein Studium der Mathematik und Physik in Marburg auf, später in München und Göttingen. Wie er es am 5. März 1962 in einem online abrufbaren Interview formulierte, entdeckte er im Verlauf seines Studiums, dass es noch viele andere Wunderkinder gab, so dass es ihm durchaus schwerfiel, mit diesen mitzuhalten. Auch nach dem dritten Studienjahr hatte sich noch keine besondere Spezialisierung bzw. Ausrichtung seines Studiums abgezeichnet, ebenso wenig eine persönliche Beziehung zu einem der Professoren.
In Göttingen befasste er sich zunächst mit Experimentalphysik an Kathodenstrahlen, wechselte jedoch schließlich zur theoretischen Physik und stellte dabei seine persönliche Neigung zu diesem Bereich fest. Als einer von nur fünf Studenten hörte er die Inauguralvorlesung von Max Born. Nach seinem Wechsel nach München war er von Arnold Sommerfeld beeindruckt, den er als „den größten Lehrer der theoretischen Physik östlich des Rheins“ beschrieb. Landé traf in München auf weitere begabte Studenten, die später prominente Wissenschaftler wurden, so Peter Debye, Paul Sophus Epstein, Paul Peter Ewald, Max von Laue. 1912 machte von Laue die Entdeckung der Beugung der Röntgenstrahlen, damals eine wissenschaftliche Sensation. Die jungen Wissenschaftler trafen sich nach den Mittagessen im Münchner Hofgarten und diskutierten dort. Im Winter unternahmen sie wöchentliche Ski-Ausflüge.
Während Sommerfeld und andere Physiker des als progressiv geltenden Flügels die Quantentheorie als absolut neue Fundamentaltheorie betrachteten, versuchte Landé, das Quantenrätsel als eine Lücke in der klassischen statistischen Mechanik zu verstehen. Diese unterschiedliche Betrachtungsweise führte in der Folge zwischen Sommerfeld und Landé zu Differenzen.
Im Jahre 1913 wurde Landé Assistent von David Hilbert und Nachfolger von Paul Peter Ewald in Göttingen. Seine Aufgabe war es, den großen Mathematiker Hilbert über aktuelle Fachliteratur der Physik auf dem Laufenden zu halten. Diese Aufgabe führte zu einem engen Kontakt zwischen Landé und Max Born. Es war die Zeit, in der das Bohrsche Atommodell und die spezifische Wärme bei niedrigen Temperaturen (Born, Debye, von Kármán) diskutiert wurde. Neben Hilbert traf Landé in Göttingen auf Wissenschaftler wie Paul Bernays, Niels Bohr, Richard Courant, Vladimir Fock, Erwin Freundlich, Paul Hertz, Felix Klein, Edmund Landau, Hendrik Antoon Lorentz, Erwin Madelung, George Pólya, Ludwig Prandtl (Begründer der Aerodynamik), Eduard Riecke, Carl Runge, Otto Toeplitz, Woldemar Voigt, Hermann Weyl. Landé übersetzte Lorentz’ Arbeit „Theory of Electrons“ für seine eigene Ausbildung in die deutsche Sprache, für seine eigenen Arbeiten in der Strahlungstheorie später wichtige Voraussetzung.
1914, zwei Wochen vor Ausbruch des Ersten Weltkrieges, promovierte Landé in München bei Arnold Sommerfeld mit dem Thema: Zur Methode der Eigenschwingungen in der Quantentheorie. Er selbst beschrieb seine Dissertation später als „rather insignificant Ph. D. thesis“ und bemerkte zur mündlichen Prüfung selbstkritisch an: „almost flunked my orals with Röntgen because of a spectacular blunder in optics – did not know of phase shift upon reflection“.

### Dienstzeit
In den ersten beiden Jahren des Ersten Weltkrieges diente er als Rot-Kreuz-Helfer an der Ostfront. Danach kam er zu einer der wenigen wissenschaftlichen Sektionen des Militärs, der Artillerieprüfungskommission in Berlin, die unter der Leitung von Rudolf Ladenburg stand. Landé wurde Assistent von Max Born. Zu seinen Aufgaben zählte, neben der Schallmessung, die Untersuchung der kohäsiven Kräfte und Kompressibilität von Kristallen. Im Verlauf dieser Arbeit kam es zu dem unerwarteten Ergebnis, dass Elektronenbahnen in Atomen nicht alle wie Planetenbahnen in einer Ebene verlaufen, wie bis dahin als gesichertes Grundlagenwissen angenommen. Dieses Forschungsergebnis fiel auf die Zeit zwischen dem 5. und 8. November 1918, die Phase zwischen dem Kieler Matrosenaufstand und der Ausrufung der Republik in Berlin. Für Alfred Landé war dies die erste Erfahrung einer wissenschaftlichen Innovation, einer Überwindung allgemein gültiger Lehrmeinung, eines Fortschrittes, an dem er teilhatte. Seine Arbeiten über kubische und tetraedrische Elektronenbahnen, so genannte Würfelatome, fand bei Bohr, Debye und Sommerfeld große Beachtung.

### Berufliche und private Entwicklung
Im Dezember 1918 verließ Landé Berlin und nahm seinen Dienst als Musiklehrer an der Odenwaldschule auf, einer Privatschule an der Bergstraße zwischen Frankfurt am Main und Heidelberg. In seinen Erinnerungen beschrieb er diese Zeit so: „Morgens hatte ich frei für die Theoretische Physik, nachmittags verdiente ich meinen Lebensunterhalt durch Musikunterricht in einer geistig sehr anregenden Atmosphäre unter Erziehern, Künstlern, Naturliebhabern u. a.“
Ab 1919 wandte sich Landé verstärkt der Spektroskopie zu, obwohl zu dieser Zeit die räumliche Orientierung der Atome als interessantestes Problem der Physik angesehen wurde. Ursache dafür waren der Wechsel Max von Laues nach Berlin und der von Max Born nach Frankfurt am Main auf von Laues ehemaligen Lehrstuhl. Max Born sollte Landés Habilitation in Frankfurt unterstützen. Im Oktober 1920 besuchte Landé seinen Kollegen Niels Bohr in Kopenhagen und begann ab Dezember desselben Jahres, wie dieser das Problem des anomalen Zeeman-Effekts zu untersuchen.
Ab 1919 als Privatdozent in Frankfurt am Main tätig, übersiedelte er vom Odenwald aus erst im Dezember 1920 oder Januar 1921 dorthin. Bis dahin reiste er jede Woche anlässlich seiner Vorlesungen nach Frankfurt. Nach der Übersiedlung nahm er ein Zimmer zur Untermiete bei Frau Geheimrat Freund, der Witwe eines Chemie-Professors der Universität. Sein Lebensabschnitt in dieser Stadt gilt heute als bedeutendste Phase seiner wissenschaftlichen Arbeit, maßgeblich bestimmt durch die von ihm entwickelte Landé'sche g-Formel bzw. den Landé-Faktor – einen großen Durchbruch in der Quantenmechanik – und die von ihm gelieferte Erklärung des Zeeman-Effekts. Diesem aus menschlicher, historischer und physikalischer Sicht höchst interessanten Zeitraum widmete später der Historiker Paul Forman eine längere Untersuchung, in der er den Briefwechsel zwischen Landé, Ernst Back, Friedrich Paschen und Arnold Sommerfeld veröffentlichte.
Landé heiratete im Jahr 1922 Elisabeth Grunewald, mit der er zwei Söhne hatte, Arnold Landé, später Chirurg in Minneapolis, und Carl Landé (1924–2005), später Professor für Politische Wissenschaften.
Im Herbst 1922 wurde Alfred Landé auf Drängen Friedrich Paschens als Extraordinarius nach Tübingen berufen.
Ab 1925/1926 begann er, sich mit der Quantentheorie der Strahlung, Lichtkohärenz sowie spontaner und induzierter Emission zu beschäftigen. Im Herbstsemester 1929 wurde Landé an die Ohio State University in Columbus eingeladen, um eine Reihe von Vorlesungen zu halten.
Nach einem zweiten Aufenthalt 1930/1931 beschloss er, sich in den USA niederzulassen und widmete sich fortan vorrangig der Lehre und dem Verfassen und Veröffentlichen von Lehrbüchern.
Landés Schwester Charlotte wurde ab Oktober 1931 zur Frankfurter Stadtärztin auf Lebenszeit berufen, später jedoch von den Nationalsozialisten aus diesem Amt entfernt. 1936 nahm sich Landés Vater Hugo in der Schweiz, in die er vor den Nazis geflüchtet war, das Leben. Im gleichen Jahr besuchte Charlotte ihren Bruder Alfred in den USA. Für ihre Auswanderung übernahm Alfred Landé eine Immigrantenbürgschaft (affidavit of support), nicht jedoch für ihren erheblich jüngeren Ehemann Herbert Czempin, den sie am 2. März 1934 in Frankfurt am Main geheiratet hatte. Im Februar 1937 emigrierte Alfreds Schwester in die USA und holte ihren Ehemann im Juni 1937 nach. Im August 1941 konnte mit Unterstützung Alfreds auch Eva Landé zusammen mit ihrer Tochter in die USA einreisen. Alfreds jüngerer Bruder Franz wurde 1942 nach Auschwitz deportiert und dort ermordet.
Nach 1954 griff Alfred Landé wieder intensiv das Problem der Begründung und Interpretation der Quantentheorie auf, deren vorherrschende Interpretation er bis zu seinem Tod immer wieder in Frage stellte. Diesen Zeitabschnitt bezeichnete er später selbst als seine zweite produktive Lebensphase.
Durch seine sorgfältigen wissenschaftlichen Arbeiten in der Entwicklung der Quantentheorie und Spektroskopie, durch seine Ideen in der Theorie der Strahlung und Elementarteilchen sowie seinen Mut, eine neue Begründung der Quantentheorie auch gegen die allgemein vorherrschende Lehrmeinung zu wagen, hat sich Alfred Landé einen bleibenden Platz in der Physik des 20. Jahrhunderts gesichert. Er verstarb am 30. Oktober 1976 in Columbus/Ohio, USA.

## Schriften
- Alfred Landé: Fortschritte der Quantentheorie. Steinkopff. Dresden und Leipzig 1922
- Ernst Back, Alfred Landé: Zeemaneffekt und Multiplettstruktur der Spektrallinien. Springer 1925
- Alfred Landé: Neuere Entwicklung der Quantentheorie. 1926
- Alfred Landé: Principles of quantum mechanics. Macmillan/Cambridge 1937
- Alfred Landé: Physics of flight. 1945
- Alfred Landé: Quantum mechanics. Cambridge University Press/Sir Isaac Pitman u. Sons 1951
- Alfred Landé: Foundations of quantum theory; a study in continuity and symmetry. Yale University Press 1955. ISBN 1-124-16338-7
- Alfred Landé: From dualism to unity in quantum physics. Cambridge University Press 1960. ISBN 1-124-10191-8
- Alfred Landé: New foundations of quantum mechanics. Cambridge University Press 1965. ISBN 1-114-82854-8
- Alfred Landé: Quantum mechanics in a new key. Exposition Press 1973. ISBN 0-682-47667-6